# تمدد المعادن
تمدد المعدن قابلية المعدن للتمدد هي انه يصبح اقل قطرا ليصبح على شكل سلك معدني بواسطة التسخين مثل : أسلاك الكهرباء و الهاتف.
وستعتمد الزيادة في مقاس قطعة المعدن عند تسخينه على ثلاثة عوامل :
1. المقاس الأصلي.
2. تغير درجة الحرارة.
3. معدل تمددها.

ويعرف معدل التمدد كمعامل التمدد الطولي وهو ثابت لأي مادة، ويُعطى عموماً بالنسبة لوحدات درجة حرارة مئوية بالرغم من أنه يمكن رؤيته بالنسبة لوحدات فهرنهايت أحياناً.
- ويعطي الجدول التالي أرقاماً تقريبية حيث أن معظم المعادن المستخدمة هي سبائك.

| المعدن          | معامل التمدد الطولي |    | درجة مئوية |
| --------------- | ------------------- | -- | ---------- |
| الحديد والفولاذ | 011 000 .0          | أو | 1.1×10−5   |
| النحاس          | 0.000,017           | أو | 1.7×10−5   |
| النحاس الأصفر   | 0.000,020           | أو | 2.0×10−5   |
| الألمنيوم       | 0.000,024           | أو | 2.4×10−5   |

وهذا يعني أنه لكل ارتفاع مقداره درجة واحدة مئوية فإن طول قطعة الفولاذ سيزداد بمعدل 0.000011m لكل متر طولي، أي 0.000011 cm لكل سنتيمتر طولي، وبالمثل بالنسبة لقطعة الألمنيوم سيزداد بمعدل 0.000,424 لكل متر طولي، بكلمة أخرى فإن زيادة الألمنيوم أو تمدده تزيد بالكاد عن ضعف معدل قطعة الفولاذ عند ارتفاع درجة الحرارة بمقدار درجة مئوية واحدة.
معادلة التمدد
يمكن كتابة التعبير العام للتمدد كالآتي :
- x = 1 ø t

حيث أن :
- x = الزيادة في البعد.
- 1 = البعد الأصلي، الطول الإجمالي، القطر الخ ...
- ø = معامل التمدد الطولي.
- t = فرق درجات الحرارة.

المصادر
- كتاب طرق الحسابات تأليف : كانينجتون